# Habitats floristiques du Québec
Pour un article plus général, voir Aires protégées du Québec.
Les habitats floristiques du Québec sont des aires protégées qui abritent au moins une espèce floristique désignée menacée ou vulnérable. Ces espèces floristiques sont identifiées à l’article 7 du Règlement sur les espèces floristiques menacées ou vulnérables et leurs habitats.
Au 25 janvier 2022, le Québec comptait 52 habitats floristiques couvrant une superficie totale de plus de 5000 hectares (environ 50 km2).

## Liste des habitats floristiques
La liste suivante répertorie les habitats floristiques du Québec,.
| Habitat floristique                                           | Superficie (ha) | Constitution | Municipalité                                              | Région administrative          | Coordonnées                  | Espèce(s) cible(s) |
| ------------------------------------------------------------- | --------------- | ------------ | --------------------------------------------------------- | ------------------------------ | ---------------------------- | --- |
| Habitat floristique de l'Alvar-de-l’Île-de-Pierre             | 1,25            | 2005         | Laval                                                     | Laval                          | 45° 39′ 41″ N, 73° 34′ 33″ O | verveine simple (Verbena simplex) |
| Habitat floristique de l'Anse-Ross                            | 8,36            | 2005         | Lévis (Saint-Nicolas)                                     | Chaudière-Appalaches           | 46° 42′ 42″ N, 71° 22′ 35″ O | vergerette de Provancher (Erigeron philadelphicus var. provancheri) |
| Habitat floristique de la Baie-des-Anglais                    | 3,38            | 1998         | Henryville                                                | Montérégie                     | 45° 07′ 20″ N, 73° 15′ 15″ O | carex faux-lupulina (Carex lupuliformis) |
| Habitat floristique de la Baie-du-Havre-aux-Basques           | 367,12          | 2005         | Les Îles-de-la-Madeleine                                  | Gaspésie-Îles-de-la-Madeleine  | 47° 17′ 46″ N, 61° 56′ 17″ O | aster du golfe Saint-Laurent (Symphyotrichum laurentianum) |
| Habitat floristique du Barachois-de-Bonaventure               | 38,67           | 2005         | Bonaventure                                               | Gaspésie-Îles-de-la-Madeleine  | 48° 02′ 35″ N, 65° 28′ 23″ O | gentianopsis de Macoun (Gentianopsis virgata subsp. macounii) |
| Habitat floristique du Barachois-de-Fatima                    | 7,45            | 2005         | Les Îles-de-la-Madeleine (île du Cap aux Meules)          | Gaspésie-Îles-de-la-Madeleine  | 47° 25′ 25″ N, 61° 51′ 53″ O | aster du golfe Saint-Laurent (Symphyotrichum laurentianum) |
| Habitat floristique du Bassin-aux-Huîtres                     | 10,94           | 2005         | Les Îles-de-la-Madeleine (île de la Grande Entrée)        | Gaspésie-Îles-de-la-Madeleine  | 47° 32′ 39″ N, 61° 31′ 54″ O | aster du golfe Saint-Laurent (Symphyotrichum laurentianum) |
| Habitat floristique du Boisé-de-Marly                         | 14,59           | 2001         | Québec (Sainte-Foy)                                       | Capitale-Nationale             | 46° 45′ 02″ N, 71° 19′ 52″ O | aïl des bois (Allium tricoccum) |
| Habitat floristique du Chenal-Proulx                          | 2,32            | 2005         | L’Île-Perrot                                              | Montérégie                     | 45° 23′ 53″ N, 73° 57′ 46″ O | lézardelle penchée (Saururus cernuus) |
| Habitat floristique de la Dune-du-Nord                        | 259,33          | 2005         | Grosse-Île et Les Îles-de-la-Madeleine (île aux Loups)    | Gaspésie-Îles-de-la-Madeleine  | 47° 34′ 04″ N, 61° 38′ 12″ O | corème de Conrad (Corema conradii) |
| Habitat floristique des Éboulis-de-Serpentine-du-Mont-Caribou | 52,05           | 2005         | Saint-Joseph-de-Coleraine                                 | Chaudière-Appalaches           | 45° 59′ 47″ N, 71° 23′ 27″ O | aspidote touffue (Aspidotis densa) |
| Habitat floristique de l'Érablière-de-la-Baie-Durand          | 162,35          | 2005         | Notre-Dame-du-Laus                                        | Laurentides                    | 46° 08′ 24″ N, 75° 42′ 33″ O | ginseng à cinq folioles (Panax quinquefolius) |
| Habitat floristique de la Falaise-du-Mont-Saint-Alban         | 19,10           | 1995         | Gaspé                                                     | Gaspésie-Îles-de-la-Madeleine  | 48° 53′ 59″ N, 64° 20′ 59″ O | arabette du Québec (Boechera quebecensis) |
| Habitat floristique du Grand-Bois-de-Saint-Grégoire           | 7,94            | 2005         | Mont-Saint-Grégoire                                       | Montérégie                     | 45° 21′ 34″ N, 73° 12′ 19″ O | phégoptère à hexagones (Phegopteris hexagonoptera) |
| Habitat floristique de la Hêtraie-du-Calvaire-d’Oka           | 8,84            | 1995         | Oka                                                       | Laurentides                    | 45° 29′ 12″ N, 74° 03′ 41″ O | corallorhize d’automne (Corallorhiza odontorhiza var. odontorhiza) |
| Habitat floristique de l'Île-Beauregard                       | 17,44           | 1998         | Verchères                                                 | Montérégie                     | 45° 44′ 59″ N, 73° 24′ 59″ O | arisème dragon (Arisaema dracontium) |
| Habitat floristique de l'Île-Brisseau                         | 10,59           | 1998         | Duhamel-Ouest                                             | Abitibi-Témiscamingue          | 47° 23′ 35″ N, 79° 30′ 51″ O | cypripède tête-de-bélier (Cypripedium arietinum) |
| Habitat floristique de l'Île-Rock                             | 0,23            | 1998         | Montréal                                                  | Montréal                       | 45° 25′ 49″ N, 73° 34′ 13″ O | carmantine d’Amérique (Justicia americana) |
| Habitat floristique des Îles-Arthur-et-Bienville              | 28,73           | 2005         | Coteau-du-Lac                                             | Montérégie                     | 45° 16′ 49″ N, 74° 10′ 22″ O | floerkée fausse-proserpinie (Floerkea proserpinacoides) |
| Habitat floristique du Marais-de-l’Anse-du-Cap                | 23,72           | 2005         | Cap-Saint-Ignace                                          | Chaudière-Appalaches           | 47° 03′ 37″ N, 70° 27′ 24″ O | cicutaire de Victorin (Cicuta maculata var. victorinii) |
| Habitat floristique du Marais-de-l’Anse-Verte                 | 24,92           | 2005         | Berthier-sur-Mer                                          | Chaudière-Appalaches           | 46° 56′ 16″ N, 70° 43′ 28″ O | cicutaire de Victorin (Cicuta maculata var. victorinii) gentianopsis de Victorin (Gentianopsis virgata subsp. victorinii) ériocaulon de Parker (Eriocaulon parkeri)                                  |
| Habitat floristique du Marais-de-la-Pointe-à-Bourdeau         | 112,41          | 2005         | Pointe-à-la-Croix et canton de Ristigouche-Partie-Sud-Est | Gaspésie-Îles-de-la-Madeleine  | 48° 00′ 27″ N, 66° 44′ 39″ O | sagittaire des estuaires (Sagittaria montevidensis subsp. spongiosa) |
| Habitat floristique du Marais-de-la-Pointe-de-La Durantaye    | 14,30           | 2005         | Saint-Michel-de-Bellechasse                               | Chaudière-Appalaches           | 46° 52′ 24″ N, 70° 55′ 49″ O | cicutaire de Victorin (Cicuta maculata var. victorinii), ériocaulon de Parker (Eriocaulon parkeri)                                                                                                   |
| Habitat floristique du Marais-de-l’Île-Avelle                 | 4,89            | 2005         | Vaudreuil-Dorion                                          | Montérégie                     | 45° 24′ 02″ N, 73° 59′ 25″ O | lézardelle penchée (Saururus cernuus) |
| Habitat floristique du Marais-de-l’Île-des-Juifs              | 4,09            | 2005         | Rosemère                                                  | Laurentides                    | 45° 36′ 43″ N, 73° 48′ 19″ O | lézardelle penchée (Saururus cernuus) |
| Habitat floristique du Marais-de-Listuguj                     | 93,51           | 2005         | Pointe-à-la-Croix                                         | Gaspésie-Îles-de-la-Madeleine  | 48° 00′ 54″ N, 66° 43′ 14″ O | sagittaire des estuaires (Sagittaria montevidensis subsp. spongiosa) |
| Habitat floristique des Marches-Naturelles                    | 5,22            | 2005         | Québec (Beauport) et Boischatel                           | Capitale-Nationale             | 46° 12′ 30″ N, 77° 40′ 35″ O | vergerette de Provancher (Erigeron philadelphicus var. provancheri) |
| Habitat floristique du Marécage-de-la-Grande-Île              | 15,38           | 1998         | Saint-Ignace-de-Loyola                                    | Lanaudière                     | 46° 53′ 45″ N, 71° 09′ 12″ O | arisème dragon (Arisaema dracontium) |
| Habitat floristique du Marécage-de-l’Île-Bouchard             | 3,90            | 1998         | Saint-Sulpice                                             | Lanaudière                     | 45° 49′ 30″ N, 73° 18′ 37″ O | arisème dragon (Arisaema dracontium) |
| Habitat floristique du Marécage-de-l’Île-Lacroix              | 13,57           | 2005         | Saint-François-du-Lac et Sainte-Anne-de-Sorel             | Centre-du-Québec et Montérégie | 46° 05′ 13″ N, 72° 57′ 31″ O | arisème dragon (Arisaema dracontium) |
| Habitat floristique du Marécage-de-l’Île-Marie                | 0,84            | 1998         | Verchères                                                 | Montérégie                     | 45° 46′ 03″ N, 73° 23′ 44″ O | arisème dragon (Arisaema dracontium) |
| Habitat floristique Merritt-Lyndon-Fernald                    | 181,92          | 2005         | Blanc-Sablon                                              | Côte-Nord                      | 51° 24′ 54″ N, 57° 10′ 03″ O | astragale de Fernald (Astragalus robbinsii var. fernaldii) |
| Habitat floristique de la Montagne-de-Roche                   | 58,77           | 1995         | Gaspé                                                     | Gaspésie–Îles-de-la-Madeleine  | 48° 56′ 40″ N, 64° 26′ 43″ O | séneçon fausse-cymbalaire (Packera cymbalaria) |
| Habitat floristique du Mont-Fortin                            | 0,90            | 1995         | Rivière-Bonjour                                           | Bas-Saint-Laurent              | 48° 53′ 10″ N, 66° 39′ 50″ O | séneçon fausse-cymbalaire (Packera cymbalaria) |
| Habitat floristique du Mont-Logan                             | 163,80          | 1995         | Rivière-Bonjour                                           | Bas-Saint-Laurent              | 48° 53′ 50″ N, 66° 37′ 34″ O | arnica de Griscom (Arnica griscomii subsp. griscomii), séneçon fausse-cymbalaire (Packera cymbalaria) et athyrie alpestre (Athyrium distentifolium var. americanum)                                  |
| Habitat floristique du Mont-Matawees                          | 26,41           | 1995         | Rivière-Bonjour                                           | Bas-Saint-Laurent              | 48° 52′ 45″ N, 66° 40′ 01″ O | arnica de Griscom (Arnica griscomii subsp. griscomii) |
| Habitat floristique des Ormes-Lièges-du-Canton-de-Chatham     | 9,22            | 2005         | Brownsburg-Chatham                                        | Laurentides                    | 45° 34′ 57″ N, 74° 24′ 43″ O | orme liège (Ulmus thomasii) |
| Habitat floristique du Parc-de-la-Plage-Jacques-Cartier       | 1,55            | 1998         | Québec (Sainte-Foy)                                       | Capitale-Nationale             | 46° 45′ 01″ N, 71° 19′ 01″ O | cypripède tête-de-bélier (Cypripedium arietinum) |
| Habitat floristique du Parc-du-Mont-Royal                     | 2,98            | 1998         | Montréal                                                  | Montréal                       | 45° 30′ 45″ N, 73° 35′ 20″ O | podophylle pelté (Podophyllum peltatum) |
| Habitat floristique des Platières-de-la-Grande-Rivière        | 107,38          | 2001         | Grande-Rivière et Mont-Alexandre                          | Gaspésie–Îles-de-la-Madeleine  | 48° 26′ 46″ N, 64° 31′ 29″ O | aster d’Anticosti (Symphyotrichum anticostense) |
| Habitat floristique du Premier-Lac-des-Îles                   | 6,31            | 1995         | Rivière-Bonjour                                           | Bas-Saint-Laurent              | 48° 55′ 03″ N, 66° 35′ 23″ O | arnica de Griscom (Arnica griscomii subsp. griscomii) |
| Habitat floristique des Rives-Calcaires-du-Pont-Déry          | 3,50            | 2005         | Pont-Rouge                                                | Capitale-Nationale             | 46° 44′ 40″ N, 71° 41′ 49″ O | vergerette de Provancher (Erigeron philadelphicus Linnaeus var. provancheri) |
| Habitat floristique de la Rivière-des-Mille-Îles              | 262,43          | 2011         | Laval et Terrebonne                                       | Laval et Lanaudière            | 45° 41′ 28″ N, 73° 37′ 17″ O | carmantine d’Amérique (Justicia americana), lézardelle penchée (Saururus cernuus) |
| Habitat floristique de la Rivière-Godefroy                    | 16,50           | 2005         | Bécancour                                                 | Centre-du-Québec               | 46° 17′ 41″ N, 72° 30′ 42″ O | carmantine d’Amérique (Justicia americana), lézardelle penchée (Saururus cernuus) |
| Habitat floristique de la Serpentine-du-Mont-Albert           | 2 727,56        | 1995         | Mont-Albert                                               | Gaspésie–Îles-de-la-Madeleine  | 48° 54′ 35″ N, 66° 12′ 10″ O | verge d’or à bractées vertes (Solidago chlorolepis), minuartie de la serpentine (Minuartia marcescens), saule à bractées vertes (Salix chlorolepis) et polystic des rochers (Polystichum scopulinum) |
| Habitat floristique des Sillons                               | 178,49          | 2005         | Les Îles-de-la-Madeleine (île du Havre-aux-Maisons)       | Gaspésie-Îles-de-la-Madeleine  | 47° 27′ 52″ N, 61° 44′ 51″ O | corème de Conrad (Corema conradii) |
| Habitat floristique de la Tourbière-de-Lac-Casault            | 91,39           | 2005         | Lac-Casault                                               | Bas-Saint-Laurent              | 48° 27′ 17″ N, 66° 51′ 29″ O | valériane des tourbières (Valeriana uliginosa) |
| Habitat floristique de la Tourbière-de-L’Anse-à-la-Cabane     | 8,98            | 2011         | Les Îles-de-la-Madeleine (île du Havre Aubert)            | Gaspésie-Îles-de-la-Madeleine  | 47° 12′ 56″ N, 61° 57′ 56″ O | gaylussaquier de Bigelow (Gaylussacia bigeloviana) |
| Habitat floristique de la Tourbière-de-Mont-Albert            | 3,09            | 2005         | Mont-Albert                                               | Gaspésie–Îles-de-la-Madeleine  | 49° 05′ 09″ N, 65° 31′ 52″ O | valériane des tourbières (Valeriana uliginosa) |
| Habitat floristique de la Tourbière-de-Saint-Valérien         | 13,14           | 2005         | Saint-Valérien                                            | Bas-Saint-Laurent              | 48° 17′ 01″ N, 68° 32′ 32″ O | valériane des tourbières (Valeriana uliginosa) |
| Habitat floristique de la Tourbière-du-Lac-Maucôque           | 40,16           | 2005         | Les Îles-de-la-Madeleine (île du Havre Aubert)            | Gaspésie-Îles-de-la-Madeleine  | 47° 14′ 31″ N, 61° 55′ 25″ O | gaylussaquier de Bigelow (Gaylussacia bigeloviana) |
| Habitat floristique de la Vallée-du-Cor                       | 92,22           | 1995         | Mont-Albert                                               | Gaspésie–Îles-de-la-Madeleine  | 48° 59′ 20″ N, 65° 56′ 25″ O | athyrie alpestre (Athyrium distentifolium var. americanum) |